# Buchenroedera sparsiflora
Buchenroedera sparsiflora är en ärtväxtart som beskrevs av John Medley Wood och Maurice Smethurst Evans. Buchenroedera sparsiflora ingår i släktet Buchenroedera och familjen ärtväxter. Inga underarter finns listade i Catalogue of Life.